# رسغيات الشكل
رسغيات الشكل أو أبخصيات الشكل أو ترسيريات الشكل هي مجموعة من الرئيسيات التي كانت تتواجد في جميع أنحاء أوروبا، شمال أفريقيا، آسيا، وأمريكا الشمالية، ولكن اليوم تم العثور على جميع أنواعها في الجزر في جنوب شرق آسيا.